# Cianfa Donati
Cianfa Donati (... – ante 1289) è stato un politico italiano attivo a Firenze nel XIII secolo, forse citato da Dante nell'Inferno tra i ladri nell'ottavo cerchio, settima bolgia.

## Biografia
Nel 1282 Cianfa Donati fu consigliere del Capitano del popolo ed è citato anche in un documento del 1283. Nel 1289 era già indicato come morto.
Nel Canto XXV Dante fa chiamare a tre anime di ladri fiorentini Cianfa, mentre si chiedono dove sia finito. A rigor di logica egli viene indicato nel lucertolone che presto arriva e si fonde con Agnello Brunelleschi. Essendo Dante pienamente occupato a descrivere la metamorfosi per tutto il Canto, non viene data nessuna notizia biografica su di lui né sul peccato del dannato.
Alcuni commentatori antichi lo indicarono come ladro di bestiame ed esperto di furti con scasso nelle botteghe. Non esistono documenti comprovanti questo, ma è comunque un dato di fatto che la numerosa famiglia dei Donati venisse detta dei Malefami (Giovanni Villani, Cronaca VIII, 39).
La presenza di ben cinque ladri fiorentini all'Inferno farà scrivere a Dante la famosa invettiva contro Firenze che inizia con "Godi Fiorenza" (Inf. XXVI, v. 1).